# Héctor Zelaya
Héctor Ramón Zelaya Rivera (12 d'agost de 1957) és un exfutbolista hondureny. Va defensar els colors de clubs com Motagua o el Deportivo de La Coruña. També fou internacional amb la selecció d'Hondures, amb la qual disputà la Copa del Món de 1982.